# سیارک ۱۵۷۲۹
سیارک ۱۵۷۲۹ (به انگلیسی: 15729 Yumikoitahana، نامگذاری:1990UB) پانزده هزار و هفتصد و بیست و نهمین سیارک کشف شده‌است که در ۱۶ اکتبر ۱۹۹۰ کشف شد.